# جیمز رایت (شاعر)
جیمز رایت (انگلیسی: James Wright; ۱۳ دسامبر ۱۹۲۷ – ۲۵ مارس ۱۹۸۰) شاعر، مترجم، و نویسنده اهل ایالات متحده آمریکا بود. وی در طول دوره فعالیت هنری و ادبی خود برندهٔ جوایزی همچون کمک‌هزینه گوگنهایم، برنامه فولبرایت، و جایزه پولیتزر برای شعر شد.